# دين غاريت
دين غاريت (بالإنجليزية: Dean Garrett)‏ مواليد 27 نوفمبر 1966 في لوس أنجلوس، هو لاعب كرة سلة أمريكي معتزل. بدأ مسيرته الاحترافية في سنة 1989. تم اختياره من قبل فريق فينيكس صنز خلال الدرافت. يبلغ طوله 6 قدم 10 بوصة (2.1 م). حقق المركز الثاني في دورة الألعاب الأمريكية 1987. اعتزل اللعب في 2002. أحرز خلال مسيرته في الإن بي إيه 1737 نقطة بمعدل 4.8 نقاط في المباراة الواحدة.

## المسيرة الاحترافية
لعب مع فيولا ريدجو كالابريا في الدوري الإيطالي من سنة 1990 إلى 1993، ثم لعب مع فيكتوريا يبرتاس بيزارو من سنة 1993 إلى 1995، ثم لعب مع مينيسوتا تمبر ولفز في موسم 1996–1997، ثم لعب مع دنفر ناغتس في موسم 1997–1998، ثم لعب مع مينيسوتا تمبر ولفز من سنة 1998 إلى 2002، ثم لعب مع غولدن ستايت ووريورز في سنة 2002.

## الميداليات
| الميدالية | المسابقة                    |
| --------- | --------------------------- |
| فضية      | دورة الألعاب الأمريكية 1987 |

## روابط خارجية
- دين غاريت على موقع إن بي أي (الإنجليزية)
- دين غاريت على موقع سبورتس رفرنس (الإنجليزية)
- دين غاريت على موقع كرة السلة الأوروبية.كوم (الإنجليزية)
- دين غاريت على موقع كلية كرة السلة في سبورتس رفرنس.كوم (الإنجليزية)
- دين غاريت على موقع ريلجم (الإنجليزية)
- دين غاريت على موقع بروبوليرز (الإنجليزية)